# Swee Tango
Minneiska es una variedad de manzana que cumple las normas de calidad para poder venderse bajo el nombre comercial de SweeTango®. Se trata de una obtención que se llevó a cabo en el Centro de Investigación Hortícola cerca de Victoria, Minnesota (EE. UU.) por la Universidad de Minnesota mediante el cruce de 'Honeycrisp' y 'Minnewashta', ambos lanzamientos anteriores de la misma Universidad de Minnesota.

## Sinonimia
- "MN1914",
- "Minneiska"
- "Sweetango".

## Marca registrada y Variedad Club
'Minneiska'  es un cultivar desarrollado como "MN1914" en el Centro de Investigación Hortícola de la Universidad de Minnesota, cerca de Victoria, Minnesota, por un equipo dirigido por el Dr. David Bedford, jefe de mejoramiento de manzanas en AppleHouse del Minnesota Landscape Arboretum. SweeTango® es la marca de la variedad, y su lanzamiento comercial fue en 2009. Los derechos exclusivos de venta del árbol SweeTango en EE. UU. como variedad club se vendieron a "Pepin Heights Orchard".

## Historia
'SweeTango®' es la marca registrada que identifica la variedad temprana de manzana 'Minneiska' desarrollada por los obtentores David Scott Bedford y James J. Luby de la Universidad de Minnesota en 1988.
Se trata de una obtención que se llevó a cabo en el Centro de Investigación Hortícola cerca de Victoria, Minnesota (EE. UU.) por la Universidad de Minnesota mediante el cruce de 'Honeycrisp' y 'Minnewashta', ambos lanzamientos anteriores de la misma Universidad de Minnesota. "Pepin Heights Orchard" recibió la licencia de la Oficina de Licencias de Tecnología y Patentes de la universidad en 2005 para comercializar la variedad. Posteriormente, "Pepin Heights" creó una cooperativa de productores con el nombre de Next Big Thing y recibió la licencia para comercializar la variedad en toda América del Norte. En 2009 se produjo una liberación limitada del cultivar..
Se introdujo por primera vez en el mercado suizo en el verano de 2015, con el objeto de desarrollar un proyecto futuro de plantación por diversos países europeos como Variedad club. 
Los productores que cultivan y comercializan SweeTango® en Europa son : 
- DOSK (Deutsches Obstsorten Konsortium GmbH, con WOG, Mabo, MAL y Elbe Obst en Alemania.
- GEISER agro.com ag. en Suiza.
- F. KRÖPFL Obsthandelsgesellschaft mbH H. en Austria.
- Consorzio MELINDA Sca (IT) www.melinda.it, en Italia.
- VI.P Gen. landw. Gesellschaft también en Italia.
- Nufri SAT en España.[1]

## Características
'SweeTango®' es un árbol de un vigor moderadamente vigoroso. Esta variedad es la más temprana en florecer y una de las que se recogen más tardíamente. La diferencia de temperatura entre el día y la noche durante el otoño les proporciona sus colores característicos. Por otra parte, necesitan una buena exposición al sol. Aclareo de la fruta necesario para evitar la sobreproducción. Tiene un tiempo de floración que comienza a partir del 1 de mayo con el 10% de floración, para el 8 de mayo tiene una floración completa (80%), y para el 10 de mayo tiene un 90% caída de pétalos.
'SweeTango®' tiene una talla de fruto medio a grande dependiendo de la cantidad de raleo practicada; forma oblonga cónica, a veces cuadrada; con nervaduras muy débiles, y corona débil; epidermis tiende a ser dura suave cuyo color de piel es 70-95% rojo intenso sobre un fondo de piel amarillo verdoso, importancia del sobre color medio-alto, y patrón del sobre color rayado / moteado, a veces se pueden detectar rayas vagas, algunas veces numerosas redes de "ruginoso"/"russetting", especialmente en la zona y en el hombro. Numerosas lenticelas pequeñas a medianas blancas distintivas, "russetting" (pardeamiento áspero superficial que presentan algunas variedades) medio; cáliz es mediano y semiabierto, asentado en una cuenca media y profunda; pedúnculo es largo y delgado, colocado en una cavidad profunda pero moderadamente abierta; carne de color blanco crema, la pulpa es crujiente y densa, y muy jugosa, con una atractiva calidad esponjosa al masticar y al paladar es dulce º Brix: 14.8 .
Su tiempo de recogida de cosecha se inicia a inicios de agosto, siendo una variedad temprana adecuada para el consumo de verano otoño, esta manzana es la primera en madurar, una o dos semanas antes que la Gala. Se mantiene bien hasta cuatro meses en cámara frigorífica.

## Usos
'Swee Tango' es una variedad temprana obtenida en la misma serie que 'Minneiska' en Estados Unidos. No tiene una apariencia tan bonita, pero muchos piensan que tiene muy buena calidad para comer debido al buen equilibrio entre dulzor y acidez que le da un sabor muy interesante, por lo cual la hace una excelente manzana para comer en postre de mesa, además de elaboración de sidra o de jugos.

## Ploidismo
Diploide, polen estéril. Grupo de polinización: C, Día 1.º